# Ноак, Марианна
Марианна Ноак (нем. Marianne Noack, род. 5 октября 1951, Росток, ГДР), впоследствии в замужестве Марианна Паулик (нем. Marianne Paulick), — восточногерманская спортивная гимнастка.
Бронзовая медалистка Олимпийских игр 1968 года в Мехико в командных соревнованиях (в составе команды ГДР). При этом в личном зачёте (в личном многоборье) заняла 27-е место, ни в один из финалов в отдельных видах не вышла.

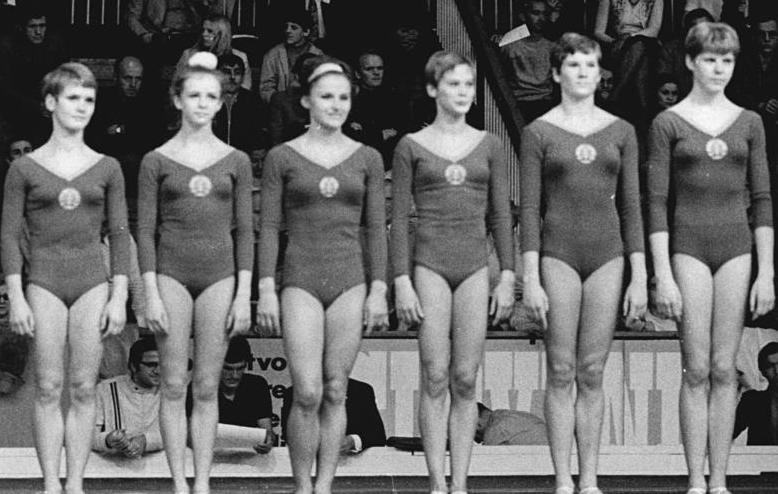
Команда гимнасток ГДР на чемпионате мира по спортивной гимнастике в Любляне в 1970 году, слева направо: Карин Янц, Рихарда Шмайсер, Эрика Цухольд, Ангелика Хельман, Марианна Ноак и Кристина Шмитт

В 1970 году на чемпионате мира в Любляне (Югославия) стала облательницей ещё одной командной медали, на этот раз серебряной.
Воспитанница клуба SC Empor Rostock.